# Gößnitz (Maria Lankowitz)
Gößnitz è una frazione di 441 abitanti del comune austriaco di Maria Lankowitz, nel distretto di Voitsberg, in Stiria. Già comune autonomo, il 1º gennaio 2015 è stato aggregato a Maria Lankowitz assieme all'altro comune soppresso di Salla.